# Georg Lessing
Albert Theodor Georg Lessing (* 11. August 1864 in Freiberg; † 11. Februar 1939 in Dresden) war ein deutscher Jurist und höherer sächsischer Staatsbeamter. Er war Geheimer Rat und Ministerialdirektor im sächsischen Justizministerium.

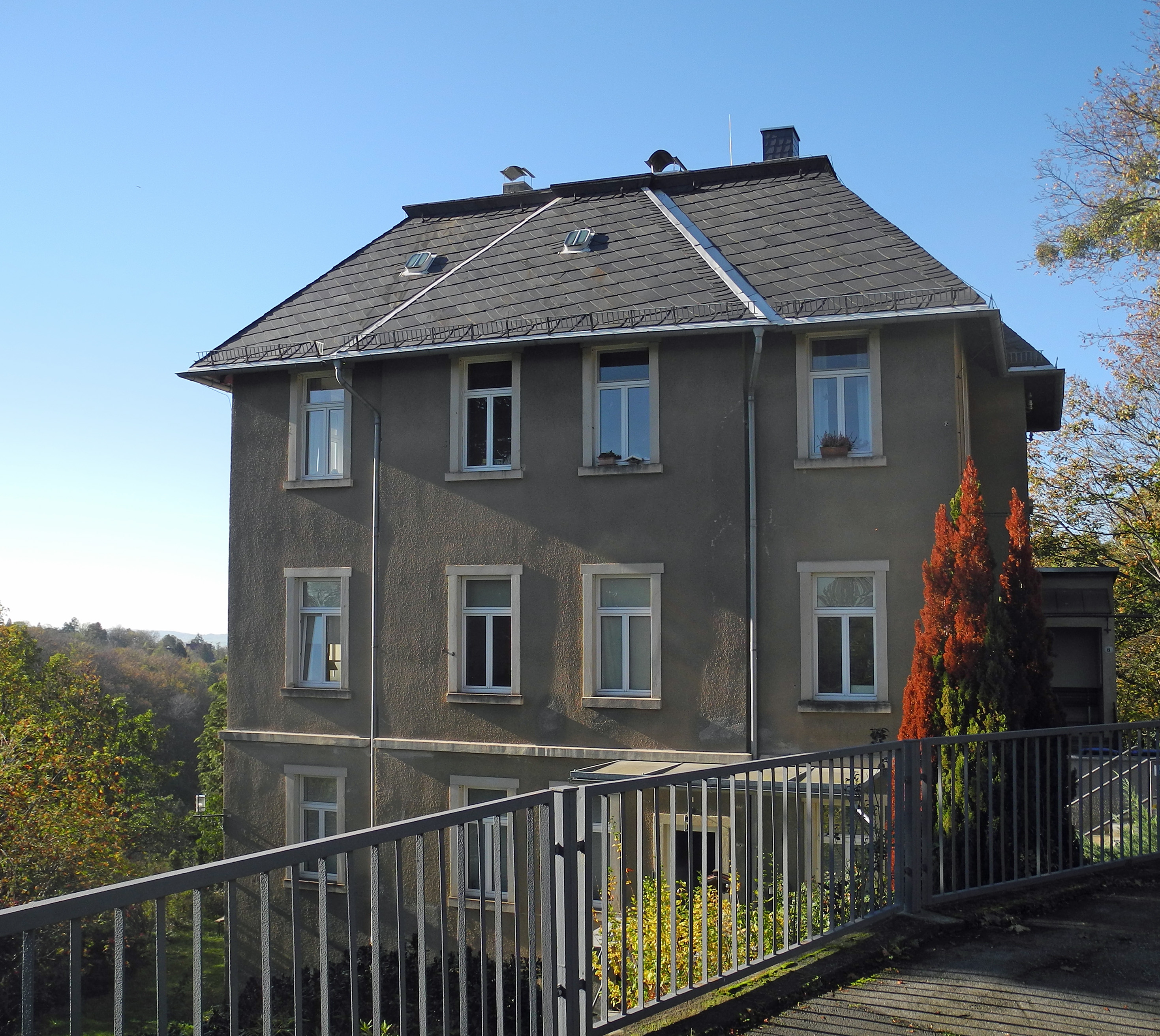
Villa und Sterbehaus des Ministerialdirektors Georg Lessing in Dresden

## Leben und Wirken
Er war der Sohn des Rechtsanwalts Johann Carl Theodor Lessing (1819–1880) in Freiberg. Nach dem Schulbesuch  in Freiberg studierte er an den Universitäten Freiburg und Leipzig Rechtswissenschaft und promovierte zum Dr. jur. Er trat in den sächsischen Staatsdienst ein und wurde Geheimer Justizrat, Landgerichtsdirektor und später Vortragender Rat im sächsischen Justizministerium. Am 1. April 1920 erfolgte seine Ernennung zum Ministerialdirektor. In dieser Eigenschaft wurde er Nachfolger des pensionierten Paul Wilsdorf und war u. a. für die federführende Bearbeitung von Gnadensachen im Justizministerium tätig Ab 16. August 1923 wurde er in der Folge des Prozesses gegen Hofrat Rosenthal und Ministerpräsident Zeigner in den einstweiligen Ruhestand und am 1. Dezember 1929 in den dauerhaften Ruhestand versetzt. Danach war er als Rechtsanwalt tätig und zog sich 1934 vollständig in das Privatleben zurück. Lessing starb 1939 nach kurzer, schwerer Krankheit und wurde auf dem Waldfriedhof Weißer Hirsch in Dresden beigesetzt.
Bekannt wurde Lessing u. a. durch die Herausgabe des Sächsischen Archivs für Rechtspflege.